# Eupogonius vittipennis
Eupogonius vittipennis là một loài bọ cánh cứng trong họ Cerambycidae.